# ریفاینری۲۹
ریفاینری۲۹ (آر۲۹) یک وب سایت رسانه دیجیتال و سرگرمی چند ملیتی آمریکایی است که بر زنان جوان متمرکز شده است. متعلق به وایس مدیا است.

## تاریخ
جاستین استفانو، فیلیپه فون بوریس ، پیرا گلاردی و کریستین باربریچ ریفاینری۲۹ را در سال ۲۰۰۵ به عنوان راهنمای شهری، با تاکید بر مد محلی در شهر نیویورک ، تأسیس کردند. نام وب سایت به این اشاره دارد که وب سایت اطلاعات را به ماهیت خود تقلیل می‌دهد.  دفتر مرکزی این شرکت در منطقه اقتصادی، منهتن شهر نیویورک واقع شده است.